# Pentti Rautawaara
Eero Pentti Rautawaara, född 28 juni 1911 i Vasa, död 31 mars 1965 i Helsingfors, var en finländsk cellist. Han var bror till Aulikki Rautawaara.
Rautawaara spelade 1936–1942 i Helsingfors teaterorkester och från 1942 i Radions symfoniorkester, från 1947 som solocellist. Han var medlem i Helsingforskvartetten från 1953 till sitt frånfälle. Han tilldelades Pro Finlandia-medaljen 1959.